# Ligier JS F3
El Ligier JS F3 es un auto de carreras de fórmula de rueda abierta, diseñado, desarrollado y producido por el fabricante francés Ligier, en colaboración con Onroak Automotive, construido específicamente según las regulaciones de Fórmula 3 de la FIA, desde 2018. Se utiliza en el Campeonato de Fórmula Regional de las Américas, y está propulsado por un cuatro cilindros turboalimentado Honda K20C de 303 hp (226 kW).
Una versión modificada, conocida como JS F3-S5000, se usa en el Campeonato Australiano S5000 y está propulsada por un motor V8 de aspiración natural Ford Coyote, que produce 560 hp (420 kW).